# Костас Гацос
Костас Гацос (на гръцки: Κώστας Γάτσος) е гръцки комунистически деец, участник в Съпротивата по време на Втората световна война (1941 – 1945), в Гражданската война (1946 – 1949), четири пъти член на Централния комитет на Комунистическата партия на Гърция.

## Биография
Роден е в паяшкото село Баровица в 1921 година. След началото на тройната немско-италиано-българска окупация на Гърция (1941 – 1944) Гацос се присъединява към Комунистическата партия на Гърция през 1941 година и към Националния освободителен фронт (ЕАМ), създаден от гръцките комунисти. Организира партийния комитет и организацията на ЕАМ в Баповица и съседните села. Полага усилия срещу привличането на местните жители към българската организация Охрана. В 1943 година се присъединява към частите на Народната освободителна армия (ЕЛАС) в планината Паяк. Отличава се в битките и получава чин младши лейтенант. След освобождението на Гърция през октомври 1944 година и британската военна намеса през декември настъпва така нареченият Бял терор, по време на който монархистите и бившите колаборационисти преследват участниците в комунистическата Съпротива. От 1945 година Гацос е принуден да се крие в планините. През зимата на 1946 година Гацос заминава за Югославия, след което се завръща в Паяк и се присъединява към частите на Демократичната армия на Гърция (ДАГ) в Гражданската война. В началото на 1947 година, начело на отделна част, е изпратен в Средна Гърция, където с чин майор поема командването на младежкия батальон от 144-та бригада на ДАГ. При разгрома на основните сили на Демократичната армия през есента на 1949 година той получава заповед да ръководи оттеглянето към Албания на една от групите, които все още се намират в Централна Гърция. Групата на Гацос се състои от 74 души, предимно ранени, както и някои старци, деца на 10 – 15 години и една бременна жена, тръгва към Албания на 3 октомври. Костас Кутманис, назначен за комисар на групата, в своите мемоари характеризира майор Гацос като „опитен командир, спокоен и хладнокръвен“. По пътя към групата на Гацос се присъединяват 50 бойци ДАГ. Групата пресича албанската граница на 28 октомври 1949 година. Гацос е изпратен със самолет в Румъния, където се установява ЦК на Гръцката комунистическа партия. Войниците от неговата група, заедно със стотици други ранени бойци на ДАГ, са транспортирани тайно в трюмовете на полския товарен кораб „Костюшко“ до Гдиня, където пристигат на 11 януари 1950 година.
Гацос се озовава в изгнание в Ташкент, СССР. Първоначално работи в завод, след това е изпратен да учи във Висшата партийна школа в Москва. Последователно става секретар на партийните организации на гръцките политически емигранти в Ташкент и в източноевропейските социалистически страни. Избиран е за член на Централния комитет на партията на VIII, IX, X и XI конгрес на партията. На XVII пленум на Комунистическата партия през 1972 година в Будапеща Гацос е в групата от трима членове на Централния комитет, които убеждават генералния секретар на Комунистическата партия Костас Колиянис да подаде оставка в полза на Харилаос Флоракис. С падането на военната диктатура през 1974 година Гацос получава възможност да се завърне в родината си. Първоначално се установява със семейството си в Солун, след което се мести в Атина. Умира в Атина на 26 март 2002 година. Погребан е в Трето гробище в Атина. На траурната церемония присъства делегация на ЦК на КПГ.